# Ligne de Chalon-sur-Saône à Bourg-en-Bresse
La ligne de Chalon-sur-Saône à Bourg-en-Bresse était une ligne de chemin de fer française d'intérêt général à écartement standard des régions Bourgogne et Auvergne-Rhône-Alpes, qui reliait Châlon-sur-Saône à Bourg-en-Bresse, via Saint-Germain-du-Plain. 
Cette ligne d'une longueur de 77,804 km constitue la ligne 882 000 du réseau ferré national.

## Histoire

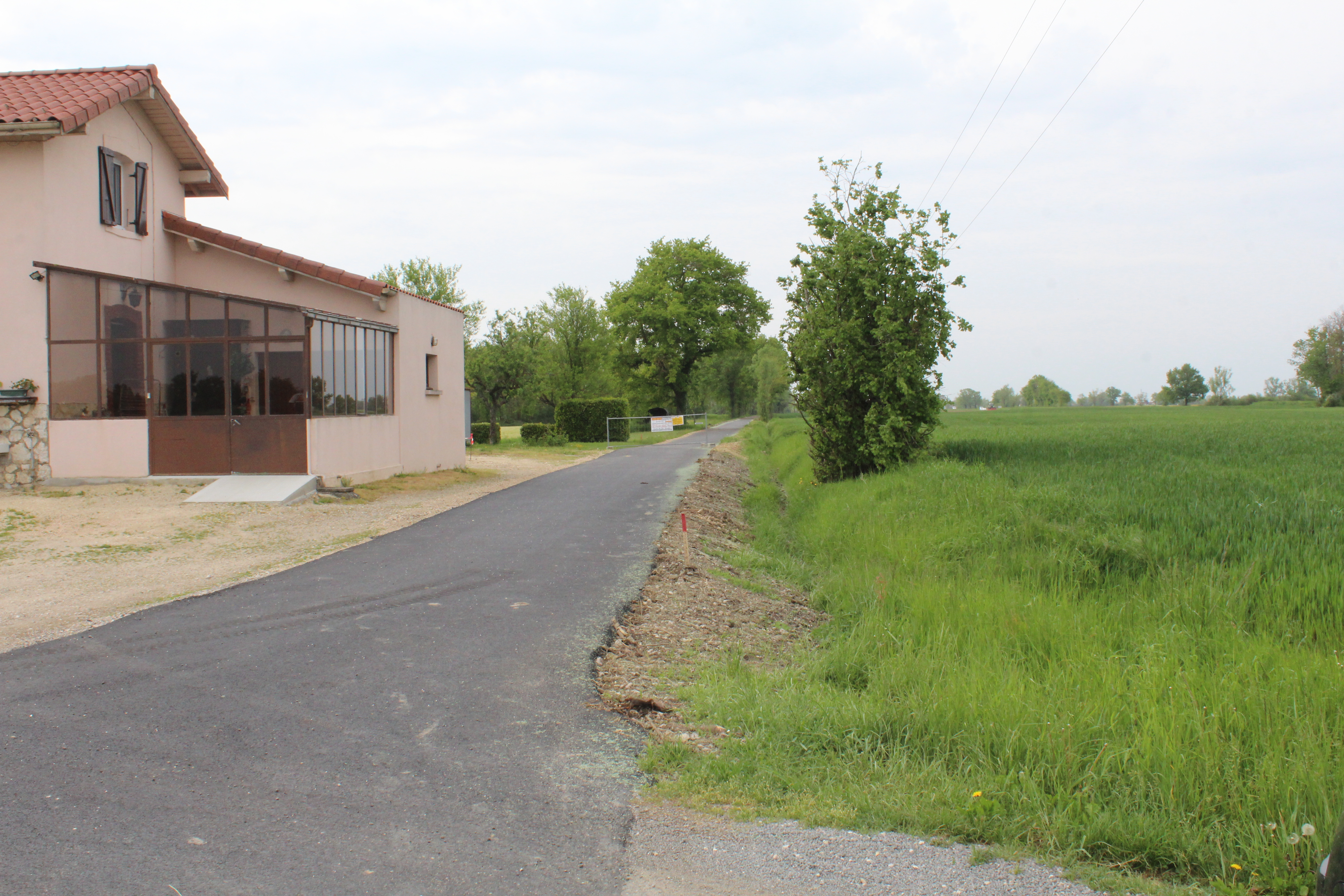
Une partie de l'ancienne ligne convertie en voie verte à Cras-sur-Reyssouze.

Par une convention signée le 26 août 1865 entre le conseil général de Saône-et-Loire et les frères Lucien et Félix Mangini la ligne allant de Chalon à Lons-le-Saunier, via Saint-Germain-du-Plain est concédée au titre de l'intérêt local. Cette convention est approuvée par un décret impérial le 1er juin 1866 qui déclare la ligne d'utilité publique.
La partie de la ligne entre Bourg-en-Bresse et la limite des départements de l'Ain et de Saône-et-Loire est concédée par une convention signée le 1er septembre 1866 entre le conseil général de l'Ain et Messieurs Lazare Mangini et ses fils. Cette convention est approuvée par décret impérial déclarant la ligne d'utilité publique le 30 mars 1867.
L'ensemble est transféré à la Compagnie des Dombes et des chemins de Fer du Sud-Est, par une convention du 28 février 1872. Cette convention est approuvée, sous réserve de l'accord des départements concernés, par décret le 7 mai suivant .
La partie de la ligne entre Saint-Germain-du-Plain et la limite des départements de l'Ain et de Saône-et-Loire est concédée par une convention signée le 17 août 1870 entre le conseil général de Saône-et-Loire et Messieurs Mangini. Cette convention est approuvée par décret déclarant la ligne d'utilité publique le 3 octobre 1872.
La Compagnie des Dombes et des chemins de fer du Sud-Est est rachetée par la Compagnie des chemins de fer de Paris à Lyon et à la Méditerranée (PLM) selon les termes d'une convention signée le 28 juillet 1881 entre les deux compagnies. Cette convention est approuvée par une loi le 20 novembre 1883 qui reclasse la ligne de Chalon-sur-Saône à Bourg-en-Bresse dans le réseau d'intérêt général.
L'ouverture de la ligne s'effectue en deux étapes :
- Chalon-sur-Saône à Saint-Germain-du-Plain, ouverture le 3 avril 1871 ;
- Saint-Germain-du-Plain - Bourg-en-Bresse, ouverture le 19 janvier 1878[6].

Le 1er janvier 1938, l'exploitation est assurée par la SNCF. Le trafic voyageur est supprimé le 15 mai 1939 sur la totalité du parcours. Le trafic marchandise est arrêté progressivement entre Ouroux et Bourg-en-Bresse le 1er juillet 1951, entre Saint-Marcel et Ouroux le 22 novembre 1956 puis ultérieurement entre la Zone portuaire de Chalon et Saint-Marcel.